# Garde territoriale
La Garde territoriale, aussi appelés les contre-Chouans, est une milice patriote et rurale formée pendant la Chouannerie, lors de la Révolution française, afin de lutter contre les insurgés royalistes.

## Création
La garde territoriale est créée vers octobre 1794 par le Comité de salut public, sur proposition des députés Boursault et Bollet. Les compagnies de gardes territoriales reçoivent une paye, mais n'ont ni uniformes ni subsistances. Elles sont opérationnelles à partir du printemps 1795.
Les gardes territoriaux sont issus des communes acquises aux républicains et qu'ils sont chargés de les défendre contre les attaques des chouans. Ils sont organisés en compagnies, s'occupent de faire fortifier leurs bourgades, de les défendre, parfois aidés par des garnisons de troupes de ligne, et lancent des raids sur les communes voisines acquises aux chouans. Ils ne portent pas d'uniformes, juste des cocardes tricolores pour se distinguer de leurs ennemis.

## Jugements
Les gardes territoriaux ont fait l'objet de jugements très défavorables, aussi bien de la part d'officiers royalistes que d'officiers républicains : ils sont accusés de pillages et d'exactions et sont considérés comme de piètres combattants.

« Pour garder les villes en l'absence des troupes et pour fournir des guides aux colonnes employées à la poursuite des Chouans, on avait organisé, dans presque toute la Bretagne, des gardes nationales soldées. La majeure partie des hommes qu'on y admit étaient des ouvriers demeurés sans travail et des habitants de la campagne, qui, ayant été vexés et pillés par les Chouans, ne cherchaient que l'occasion de se venger. Cette espèce de troupe irrégulière, chargée plus tard de participer à la guerre active qu'on faisait dans les deux départements insurgés, contribua beaucoup à enflammer l'incendie qu'on voulait éteindre. Lorsqu'elle parcourait les villages reconnus pour alimenter les Chouans, elle dévastait les maisons de tous les habitants sans exception, de sorte qu'elle augmentait le nombre de nos ennemis au lieu de chercher à le faire diminuer. Cette maudite caste était détestée des deux partis, mais comme on était embarrassé de savoir comment la faire vivre sans avoir de travail à lui donner, on se voyait obligé de la laisser courir la campagne afin qu'elle trouvât les moyens de subsister. Dans plusieurs circonstances, cette garde soldée brûla des villages par partie de plaisir, en massacrant des habitants qui n'auraient jamais quitté leurs chaumières. Elle était la terreur des campagnes, la peste des villes, et la désolation des soldats de l'armée. Ses officiers étaient pour la plupart des terroristes à bonnets rouges, et des suppôts de clubs, qui dénonçaient journellement les citadins paisibles. Cette troupe était d'un exemple si détestable pour les hommes de nos bataillons, qu'on faisait des vœux pour n'en avoir jamais avec soi. »

— Mémoires du général Auguste Julien Bigarré

« Les généraux républicains [...] formèrent des gardes territoriales dans les paroisses qui leur étaient dévouées, leur donnèrent des armes, les organisèrent en compagnies, dont ils nommèrent les chefs, choisis parmi les plus farouches Républicains, et, pour les soutenir encore, ils placèrent des garnisons de troupes de ligne, plus ou moins nombreuses, dans chacun de leurs bourgs, qu'ils faisaient fortifier. La formation de ces compagnies était d'autant plus dangereuse pour les proscrits, qu'elles étaient assurées de trouver, dans le pays, des guides et des indications sur les opinions des habitants des paroisses royalistes, qui furent dès lors couvertes d'espions et en butte à toute espèce de vexations. De là vinrent les représailles et cette animosité que le temps seul pourra détruire.

 Le général Beaufort [...] organisait des compagnies territoriales dans celles qui étaient patriotes (c'était le nom qu'on donnait aux Républicains), paroisses qui étaient en assez grand nombre dans les arrondissements de Fougères et de Vitré, et ce sont ces compagnies qui ont fait le plus de mal aux Royalistes; ceux-ci n'avaient pas d'ennemis plus acharnés, et elles étaient d'autant plus dangereuses qu'elles connaissaient mieux le pays.

Ces soldats, mi-bourgeois, mi-paysans, la plupart mariés, étaient cruels, bon pour le pillage, pour battre ou égorger des malheureux sans défense et, bien souvent, ils entraînaient les troupes de ligne dans une fuite précipitée »

— Mémoires du colonel Toussaint du Breil de Pontbriand.